# Епархия Маноквари-Соронга
Епархия Маноквари-Соронга (лат. Dioecesis Manokvariensis Sorongensis) — епархия Римско-Католической церкви с центром в городе Маноквари, Индонезия. Епархия Маноквари-Соронга входит в митрополию Мерауке.

## История
17 ноября 1959 года Римский папа Иоанн XXIII издал буллу Cum in iis, которой учредил апостольскую префектуру Маноквари, выделив её из апостольского викариата Голландии (сегодня — Епархия Джаяпуры).
15 ноября 1966 года Римский папа Павел VI издал буллу Pro suscepto, которой преобразовал апостольскую префектуру Маноквари в епархию.
14 мая 1974 года епархия Маноквари была переименована в епархию Маноквари-Соронга.

## Ординарии епархии
- епископ Petrus Malachias van Diepen OSA[1](12.02.1960 — 5.05.1988);
- епископ Francis Xavier Sudartanta Hadisumarta OCarm (5.05.1988 — 30.06.2003);
- епископ Datus Hilarion Lega (30.06.2003 — по настоящее время).

## Источник
- Annuario Pontificio, Libreria Editrice Vaticana, Città del Vaticano, 2003, ISBN 88-209-7422-3
- Булла Cum in iis, AAS 52 (1960), стр. 747  (лат.)
- Булла Pro suscepto  (лат.)